# Diocesi di Tripoli di Lidia
La diocesi di Tripoli di Lidia (in latino Dioecesis Tripolitana in Lydia) è una sede soppressa del patriarcato di Costantinopoli e una sede titolare della Chiesa cattolica.

## Storia
Tripoli di Lidia, identificabile con Derebol nell'odierna Turchia, è un'antica sede episcopale della provincia romana della Lidia nella diocesi civile di Asia. Faceva parte del patriarcato di Costantinopoli ed era suffraganea dell'arcidiocesi di Sardi.
La diocesi è documentata nelle Notitiae Episcopatuum del patriarcato di Costantinopoli fino al XII secolo.
Le Quien attribuisce a Tripoli di Lidia sette vescovi. Agogio prese parte al primo concilio ecumenico celebrato a Nicea nel 325. Nel sinodo di Seleucia del 359, i sostenitori di Acacio di Cesarea abbandonarono l'assemblea e sottoscrissero una formula di fede che condannava il termine niceno di consustanzialità (homoousios) come contrario alle Scritture; tra i firmatari si trova anche Leonzio di Tripoli di Lidia. I padri rimasti a Seleucia condannarono questo atto e deposero tutti i vescovi firmatari. Leonzio è ancora documentato nel 360 e nel 363.
Sono noti tre vescovi del V secolo. Commodo è documentato in diverse occasioni nel corso del 431; in particolare, fu tra i padri del concilio di Efeso, durante il quale ebbe un ruolo di una certa importanza, quando fece parte di una delegazione inviata per ordinare a Giovanni di Antiochia di comparire davanti all'assemblea conciliare. Paolo partecipò al cosiddetto "brigantaggio" di Efeso del 449 e al concilio di Calcedonia nel 451. Giovanni sottoscrisse nel 458 la lettera dei vescovi della Lidia all'imperatore Leone dopo la morte del patriarca Proterio di Alessandria.
Gli ultimi tr vescovi conosciuti sono: Anastasio, che prese parte al secondo concilio di Nicea nel 787; Gregorio, che fu tra i padri del concilio di Costantinopoli dell'869-870 che condannò il patriarca Fozio; e Sisinnio, che partecipò al concilio di Costantinopoli dell'879-880 che riabilitò il patriarca.
Dal 1933 Tripoli di Lidia è annoverata tra le sedi vescovili titolari della Chiesa cattolica; il titolo finora non è stato assegnato.

## Cronotassi dei vescovi greci
- Agogio † (menzionato nel 325)
- Leonzio † (prima del 359 - dopo il 363)
- Commodo † (menzionato nel 431)
- Paolo † (prima del 449 - dopo il 451)
- Giovanni † (menzionato nel 458)
- Anastasio † (menzionato nel 787)
- Gregorio † (menzionato nell'869)
- Sisinnio † (menzionato nell'879)